# Halsnøy-Boot

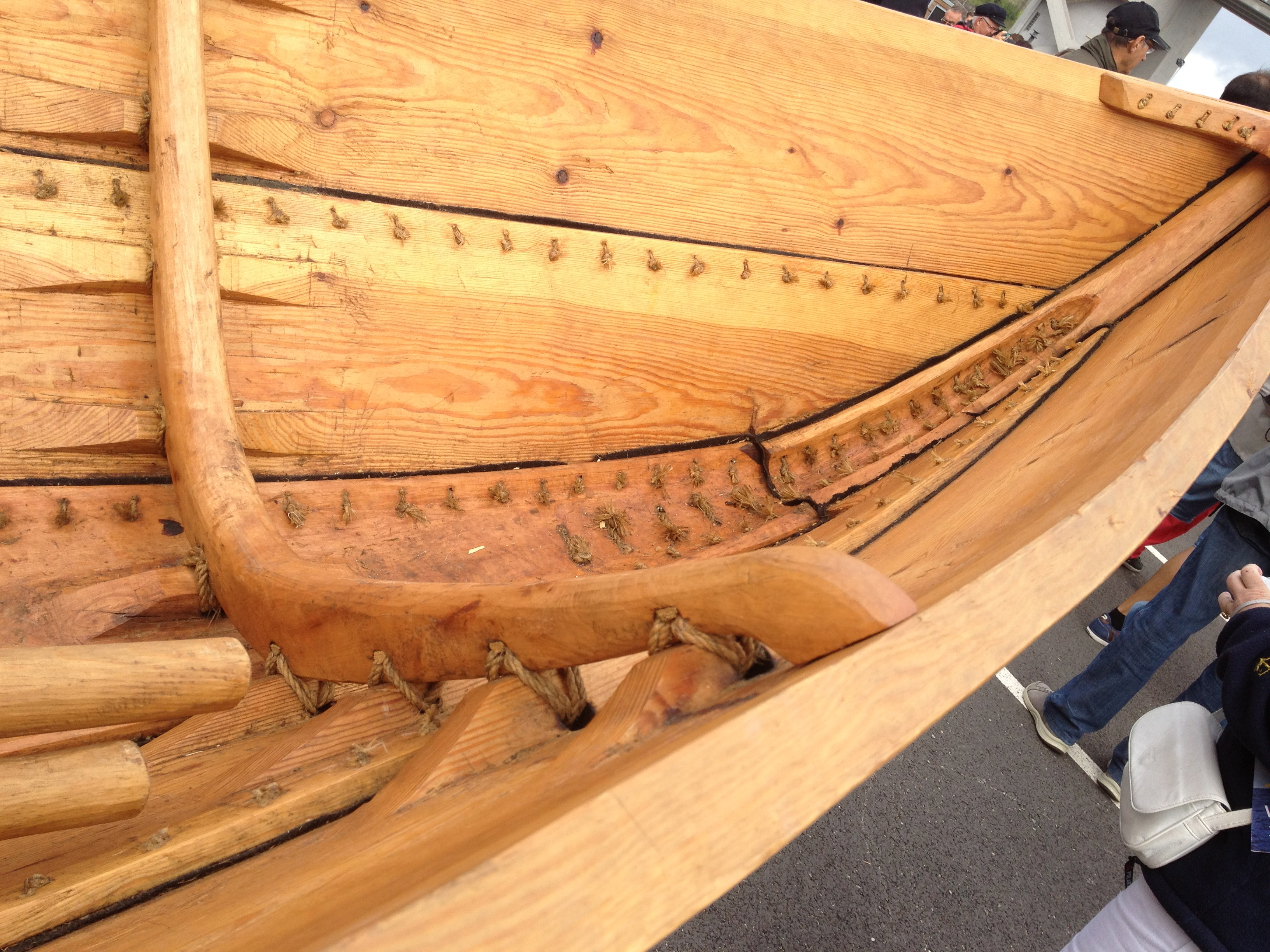
Nachbau des Halsnøy-Bootes

Das Halsnøy-Boot (norwegisch Halsenøybåten –  auch „Toftebåten“ genannt) wurde 1896 auf der Insel Halsnøya im Fylke Vestland in Norwegen bei der Trockenlegung eines Moores gefunden. Es ist einer der ältesten Bootsfunde Norwegens. Das Halsnøyboot scheint mit dem Nydam-Schiff verwandt zu sein. Es stammt aus der Eisenzeit und hat ein C14-Datum aus dem 4. Jahrhundert n. Chr. Das Boot wurde 2006 maßstabsgerecht rekonstruiert.
Die Bootsreste lagen unter großen Steinen. Das Boot hat eine Länge von 17 bis 18 Fuß – etwa fünf Meter. Es besteht aus Kiefernholz, hat einen breiten Kiel und darüber zwei erhaltene Spanten aus gespaltenen Baumstämmen. Die Spanten sind miteinander vernäht (englisch sewn boat oder sewn-plank boat). Man findet Klammern, mit denen die Spanten am Kiel befestigt wurden.
Bernhard Færøvik (1886–1950) vermaß und zeichnete 1934 die geborgenen Teile. Auf dieser Grundlage begann Johannes M. G. Eide (geb. 1934) in Zusammenarbeit mit dem Bootsbauer Knut Arne Sørnes im Jahr 2005 mit einer Rekonstruktion des Bootes, das als 1: 4 Modell gebaut wurde. Es wurde 2007–2008 gebaut.

## Kontext
Das älteste bekannte genähte Boot ist das über 40 Meter lange Totenboot „Solar“, das in der Nähe der Gizeh-Pyramide in Ägypten gefunden wurde. Es stammt aus dem Jahr 2600 v. Chr. Europas älteste genähte Boote sind die Ferriby-Boote aus England, die auf die Zeit von 1930–1750 v. Chr. datiert werden.